# Blue Impulse
Blue Impulse (jap. ブルーインパルス, Burū Inparusu) bzw. die 11. Staffel (第11飛行隊, Dai-11 hikōtai, engl. 11 Squadron), ist das Kunstflugdemonstrationsteam der Luftselbstverteidigungsstreitkräfte Japans. Ursprünglich im Jahr 1960 als ein Team mit vier North American F-86 Sabre gegründet, wechselte das Team 1982 auf die Mitsubishi T-2 und 1995 dann auf die Kawasaki T-4. Die Blue Impulse sind auf der Matsushima Air Base stationiert, die am 11. März 2011 von einem Tsunami nach dem Tōhoku-Erdbeben stark beschädigt wurde.

## Geschichte

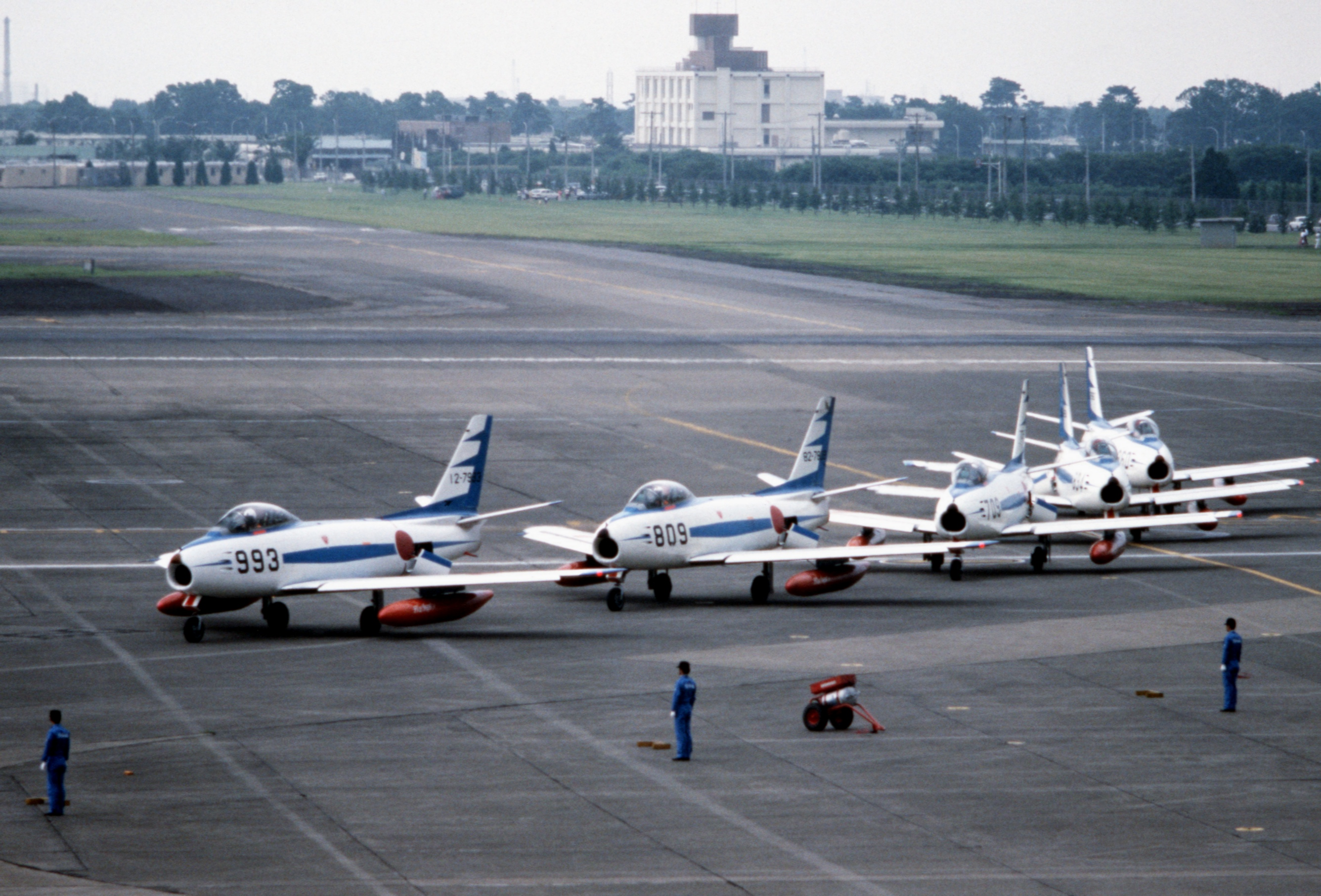
Blue Impulse Team – F-86F – bei der Yokota Air Base, 1981.

Die erste inoffizielle japanischen Kunstflugstaffel wurde 1958 auf dem Luftstützpunkt Hamamatsu gebildet. Das Team verwendete F-86F Sabre, die nicht über ein spezielles Farbschema verfügten. Nach vier Vorführungen wurde das Team aufgelöst. Im nächsten Jahr besuchten die United States Air Force Thunderbirds Japan und inspirierten Kommandanten der Japan Air Self Defense Force (JASDF) eine offizielle Kunstflugstaffel aufzustellen. Im Jahr 1960 wurde das neue Team mit vier F-86F auf dem Luftstützpunkt Hamamatsu gegründet. Drei der Piloten flogen bereits beim Team von 1958.
Die erste Demonstration des neuen Teams Tenryū (nach einem Fluss in der Nähe der Luftwaffenbasis benannt) wurde am 4. März 1960 in Hamamatsu vorgeführt. Aber dieser Name war schwer in westlichen Sprachen auszusprechen, so wurde das Team in Blue Impulse umbenannt. Die Flugzeuge wurden mit Rauchgeneratoren mit fünf verschiedenen Farben ausgerüstet: weiß, rot, blau, grün und gelb. Sie erhielten über ihrem aluminiumfarbenen Grundanstrich Farbelemente in Hellblau, Blau, Rosa und Gold für den Teamleader. Im Jahr 1963 erhielt die Mannschaft den Status eines offiziellen Aerobatic Teams der JASDF. Seit diesem Jahr verwendet das Team, das nun um einen Solopiloten ergänzt wurde, auch den bekannten weißen Anstrich mit dem blauen Rumpfstreifen und den gleichfarbigen Markierungen am Leitwerk.
Bei der Eröffnung der Olympischen Spiele in Tokio von 1964 zeichneten die Blue Impulse die olympischen Ringe mit farbigen Rauch in die Luft. Im Jahr 1970, bei der Eröffnung der Expo ’70 in Osaka, zeichnete das Team den Schriftzug „Expo ’70“ in der Luft. Im Februar 1982, nach 545 Vorführungen, wechselten die Blue Impulse von der F-86F Sabre auf die japanischen Mitsubishi T-2-Jets. Die erste Flugschau mit den neuen Flugzeugen wurde am 25. Juni auf dem neuen Stützpunkt des Teams, dem Luftstützpunkt Matsushima, durchgeführt. Ab diesem Zeitpunkt werden zwei Solopiloten neben der Viererformation eingesetzt.
Am 14. November 1982 bei einem Bombenabwurfmanöver bei einer Airshow in Hamamatsu, hatte das Flugzeug der Position 4 nicht genügend Zeit zum Hochziehen und stürzte in ein Gebäude. Der Pilot wurde getötet und 11 Menschen am Boden verletzt. Die Flugvorführungen wurden für ein Jahr ausgesetzt. Auf der Eröffnungsveranstaltung der Expo '90 in Osaka zeichnete das Blue Impulse Team mit Rauch das „Expo ’90“-Logo in die Luft.
Blue Impulse erlitt einen weiteren Unfall am 4. Juli 1991, als die Flugzeuge Nr. 2 und Nr. 4 bei einem Übungsflug über dem Pazifischen Ozean abstürzten. Die Flugvorführungen wurden wieder für ein Jahr ausgesetzt.
Die letzte Vorführung des Teams mit den Mitsubishi T-2 war im Dezember 1995, nach 175 Demonstrationen mit diesem Flugzeugtyp. Die neuen Blue Impulse Flugzeuge wurden die in Japan gebauten Kawasaki T-4-Trainer. Die erste Show mit diesen war am 5. April 1996. Im Jahr 1997 hat das Team das erste Fremd-Debüt auf der Nellis Air Force Base Flugschau in Nevada, USA. 1998 zeigte Blue Impulse sein Programm bei den Olympischen Winterspielen in Nagano, Japan.
Am 4. Juli 2000 kollidierten bei einem Trainingsflug die Flugzeuge Nr. 5 und 6 und stürzten ab. Drei Menschen kamen ums Leben. Der Vorfall ereignete sich etwa 25 km östlich der Matsushima Air Base.
Die Blue Impulse zeigten ihr Programm auch bei der FIFA-Fußball-Weltmeisterschaft 2002 am 4. Juni bei der Eröffnung des Spiels Japan gegen Belgien.

## Flugzeuge
| Flugzeugtyp                | Herkunft           | Anzahl * | In Dienst ** | Bemerkung                                                         |
| -------------------------- | ------------------ | -------- | ------------ | ----------------------------------------------------------------- |
| North American F-86F Sabre | Vereinigte Staaten | 34       | 1960–1981    | JASDF Technische Forschungsabteilung, 5er Flugzeugformation       |
| Mitsubishi T-2             | Japan              | 11       | 1982–1995    | 4 AW 21 Sq. Technische Forschungsabteilung, 6er Flugzeugformation |
| Kawasaki T-4               | Japan              | 11       | 1995–        | 4 AW 11 Sq., 6er Flugzeugformation                                |

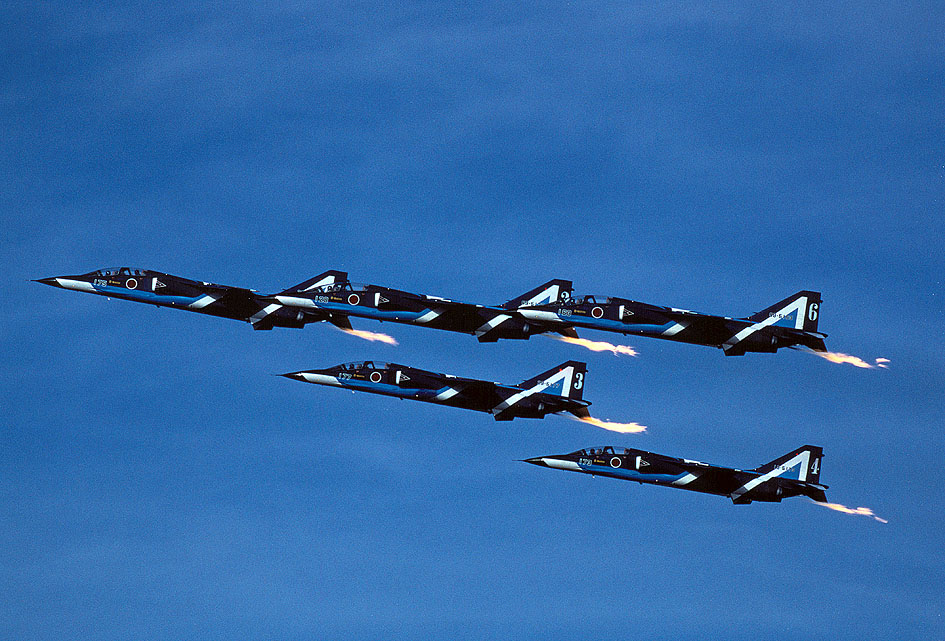
Blue Impulse – Mitsubishi T-2, 1995

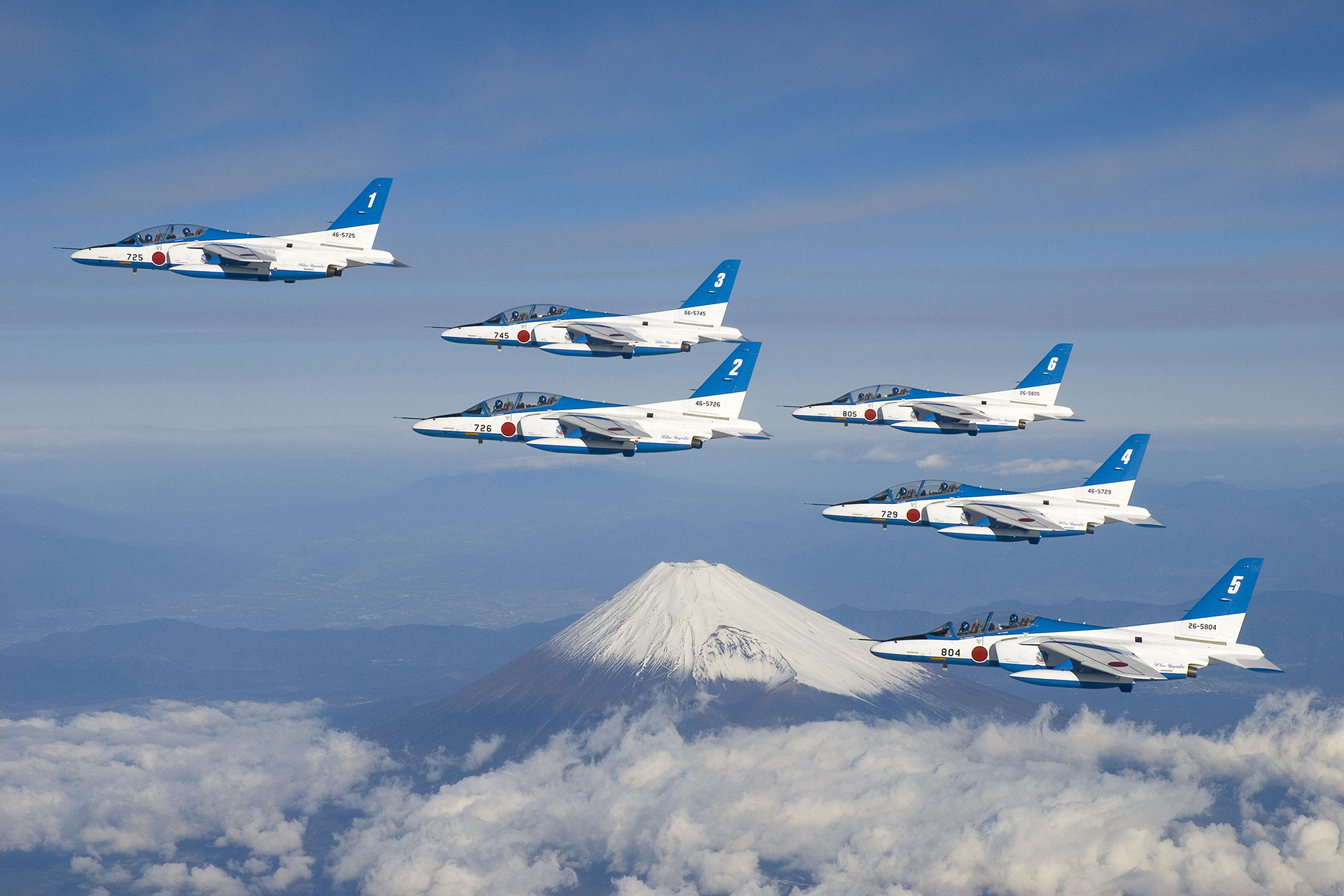
Blue Impulse – Kawasaki T-4, 1997

* Anzahl Flugzeuge benutzt vom Blue Impulse Kunstflugteam.

** Flugzeuge im Dienst beim Blue Impulse Kunstflugteam.

## Referenzen in der Popkultur
Das Team wurde in einem eigenen Videospiel, mit dem Titel Aero Dancing featuring Blue Impulse, in Europa unter dem Titel AeroWings erschienen, verewigt.
Die Söldner des Airteams Red Impulse und ihr Führer aus der Anime-Serie Kagaku Ninjatai Gatchaman beziehen sich mit ihren Namen auf Blue Impulse. Wenn Figuren in Urusei Yatsura mit soviel Kraft geschlagen werden, dass sie wegfliegen, schreien sie manchmal „Blue Impulse!“. Das Flugvorführungsteam namens Green Impulse in der Anime-Serie Hyperdimension Neptunia leiten ihren Namen von Blue Impulse ab.